# Polymitarcyidae
Polymitarcyidae zijn een familie van haften (Ephemeroptera).

## Geslachten
De familie Polymitarcyidae omvat de volgende geslachten:
- Asthenopus Eaton, 1871
- Campsurus Eaton, 1868
- Ephoron Williamson, 1802
- Languidipes Hubbard, 1984
- Povilla Navás, 1912
- Tortopsis Molineri, 2010
- Tortopus Needham & Murphy, 1924